# شهرستان فردوس
شهرستان فردوس یکی از شهرستان‌های استان خراسان جنوبی است. مرکز این شهرستان شهر فردوس است. این شهرستان که در سال ۱۳۲۳ تشکیل شد، شهرستان فردوس در ابتدا مشتمل بر بخش‌های مرکزی، طبس و بشرویه بود. پس از تقسیم استان خراسان به سه استان، شهرستان فردوس متعلق به استان خراسان رضوی بود که در اسفند ۱۳۸۵ به استان خراسان جنوبی ملحق شد.

## پیشینه شهرستان تا امروز
این شهرستان در سال ۱۳۲۳ تأسیس گردید. شهرستان فردوس در ابتدا مشتمل بر بخش‌های مرکزی، طبس و بشرویه بود.
در لغت‌نامه دهخدا، در مورد تقسیمات کشوری شهرستان فردوس آمده است: «شهرستان فردوس از سه بخش به نام حومه، بشرویه و طبس تشکیل شده، جمع قراء و قصبات آن ۴۵۳ و تعداد نفوس شهرستان ۵۵٬۸۷۸ تَن است.»
در تیرماه سال ۱۳۳۹، بخش طبس از شهرستان فردوس جدا شده و به صورت شهرستان درآمد و همچنین بخش سرایان نیز از بخش مرکزی (بخش حومه در آن زمان) جدا شده و به یک بخش مستقل تبدیل شد. پس از تقسیم استان خراسان به سه استان در سال ۱۳۸۴، بخش سرایان از این شهرستان جدا شده، به شهرستان تبدیل شد و به استان خراسان جنوبی ملحق گردید. تا اسفند ۱۳۸۵، شهرستان فردوس متعلق به استان خراسان رضوی بود که در این زمان طی مصوبه دولت به استان خراسان جنوبی ملحق گردید. همچنین در آبان سال ۱۳۸۷، بخش بشرویه به شهرستان ارتقا یافت و از این شهرستان جدا شد. پس از جدا شدن بخش بشرویه از شهرستان فردوس، تا ۱۲ سال این شهرستان تنها شامل یک بخش (بخش مرکزی به مرکزیت شهر اسلامیه) بود تا اینکه در اردیبهشت ۱۳۹۹، بخش مستقل اسلامیه شامل دهستان‌های باغستان و برون و شهر اسلامیه تشکیل شد و از بخش مرکزی جدا شد. در حال حاضر این شهرستان، شامل دو بخش مرکزی و اسلامیه، ۳ شهر و ۳ دهستان می‌باشد.

## موقعیت جغرافیایی
شهرستان فردوس، از شمال به شهرستان بجستان، از شمال شرقی به شهرستان گناباد، از شرق و جنوب به شهرستان سرایان، از جنوب غربی به شهرستان طبس و از غرب به شهرستان بشرویه محدود می‌شود. مساحت شهرستان ۵٬۱۰۰ کیلومتر مربع است.

## مشخصات کلی شهرستان

تقسیمات کشوری شهرستان فردوس

این شهرستان، دارای ۳ شهر فردوس، اسلامیه و باغستان، ۲ بخش و ۳ دهستان است. همچنین این شهرستان، تعداد ۷۷۱ آبادی دارد که از این میان، ۱۶۵ روستا دارای سکنه می‌باشند.
- بخش مرکزی
  - دهستان حومه

شهرها: فردوس
- بخش اسلامیه
  - دهستان باغستان
  - دهستان برون

شهرها: اسلامیه و باغستان
خانکوک، خانیک، بیدسکان، روستای برون(مرکز بخش برون) و ... از بزرگترین روستاهای شهرستان فردوس است. 
سایر روستاها شامل:
انارستانک
مهران‌کوشک
فتح‌آباد
گستج
باداموک
سرند
نرم
نوده
حسین‌آباد
طاهرآباد
کجه
چاه‌نو
باغستان سفلی
بقچیر
لجنو
آبدکی
خرو
امرودکان
جزین
چاه‌پلوند
و ...

## جمعیت
بر اساس سرشماری عمومی نفوس ومسکن در سال ۱۳۷۵، جمعیت این شهرستان با احتساب بخش سرایان ۸۶٬۶۲۵ نفر بوده که پس از انتزاع بخش سرایان و بر اساس سرشماری سال ۱۳۸۵، جمعیت آن بالغ بر ۶۱٬۳۴۶ نفر بوده است. با توجه به ارتقای بخش بشرویه به شهرستان و جداشدن آن از این شهرستان، جمعیت محدودهٔ کنونی این شهرستان در سرشماری سال ۱۳۹۵، ۴۵٬۵۲۳ نفر بوده است.

## جاذبه‌های گردشگری

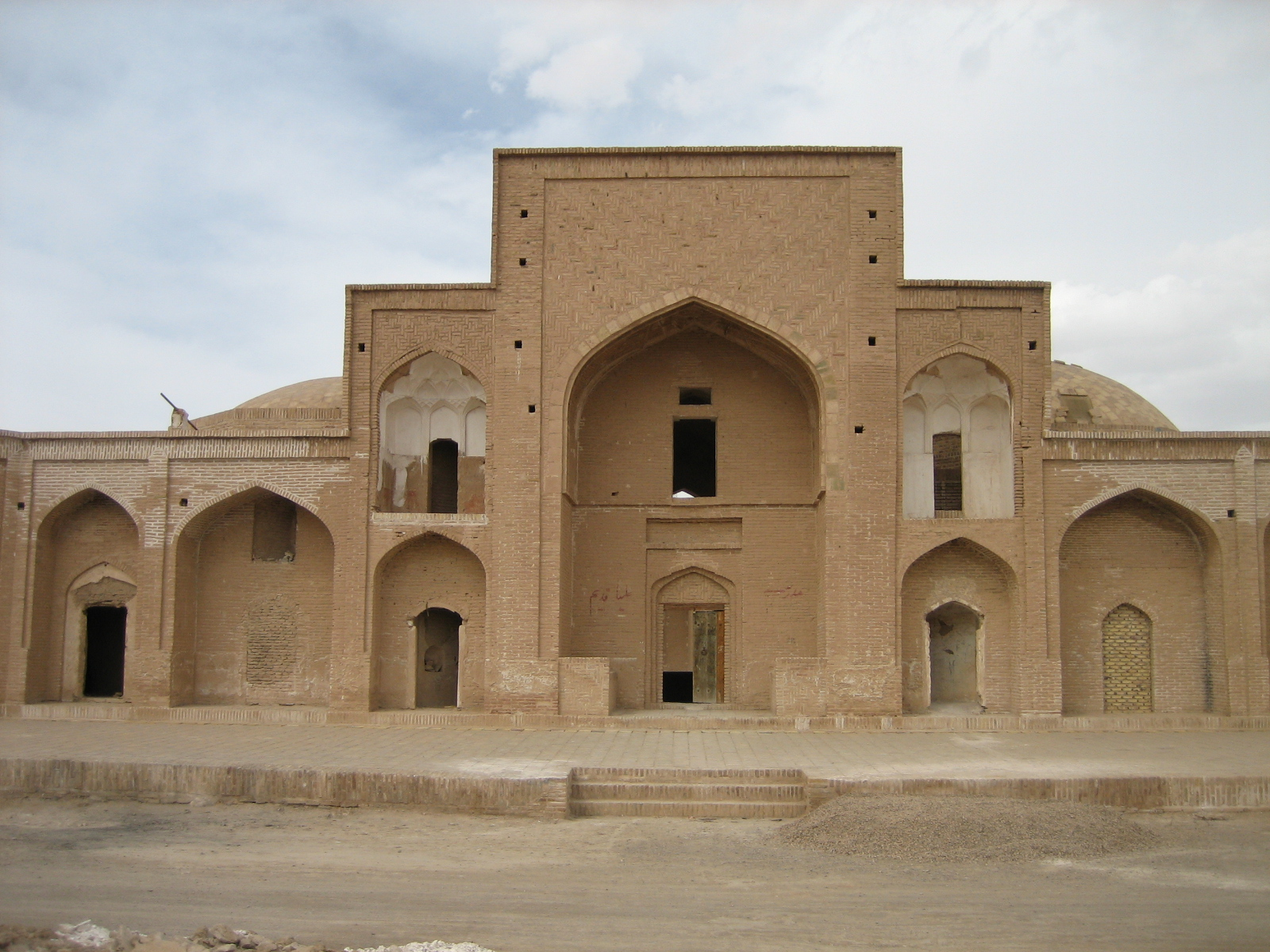
نمای بیرونی مدرسه علیا، ساخته شده در دوره صفوی

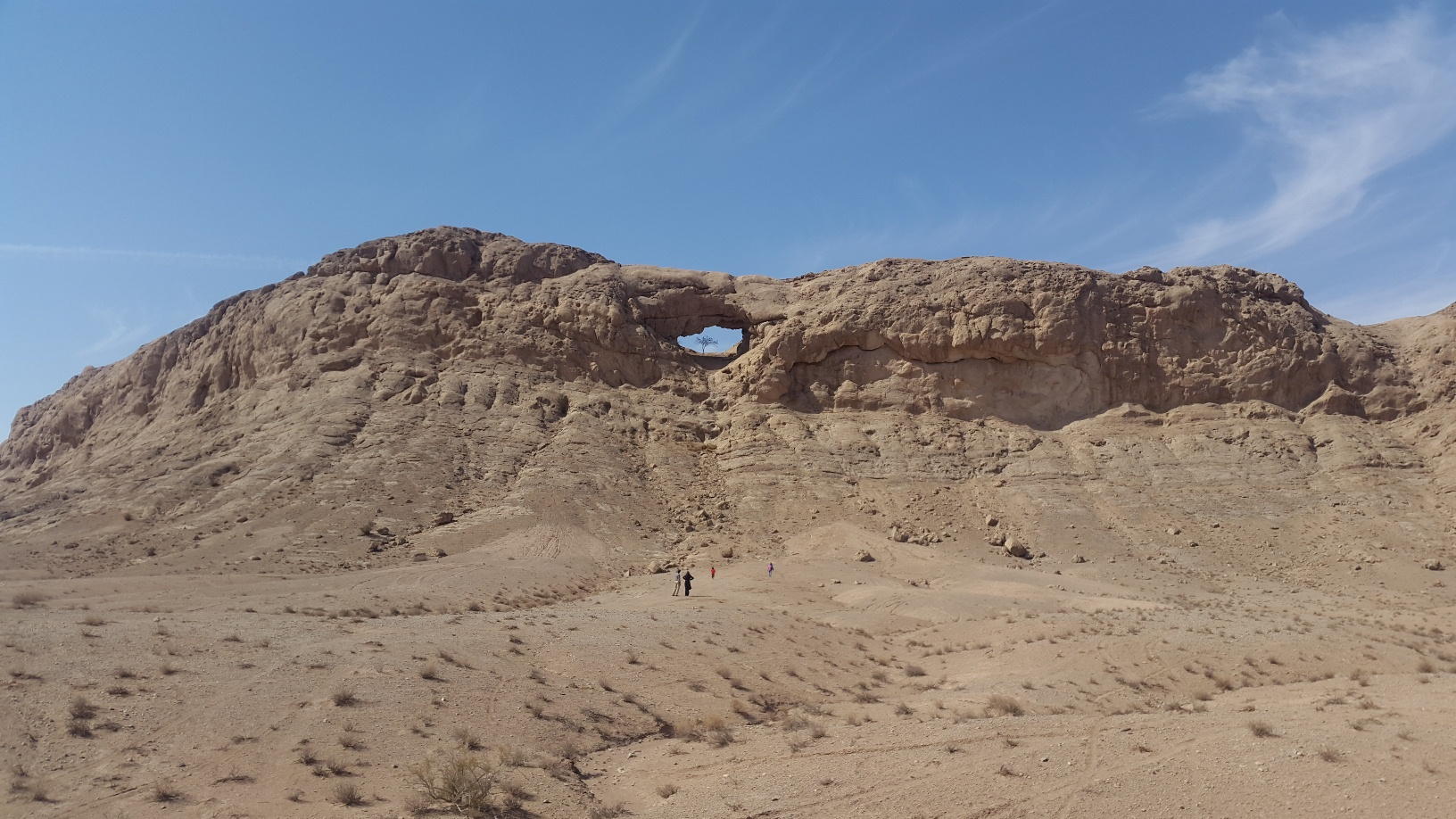
نمایی از سنگ سوراخ در ۳۵ کیلومتری غرب فردوس

شهرستان فردوس، از جمله شهرستان‌های تاریخی کشور است که از ۱۹۰ اثر تاریخی شناسایی شده در آن، تاکنون ۹۰ اثر به ثبت آثار ملی رسیده‌اند.
از جملهٔ جاذبه‌های گردشگری این شهرستان عبارتند از:
1. آبگرم معدنی فردوس
2. آرامگاه میر تونی
3. آرامگاه میرزاها
4. آرامگاه امامزادگان محمد و ابراهیم
5. آرامگاه امامزاده کریمشاه
6. آرامگاه سلطان احمد مهوید
7. آسیاب آبی حاجی خان
8. آسیاب آبی باغستان
9. آب‌انبار آذری
10. آب انبار امامزاده
11. آب‌انبار برون
12. آب‌انبار بش
13. آب انبار بازار
14. آب‌انبار سردشت
15. آب انبار حسین‌آباد
16. آب انبار حسینیگی
17. آب‌انبار قلعه
18. آب‌انبار قاسم
19. آب‌انبار قرائی
20. آب‌انبار مهران کوشک
21. آب‌انبار محمدی
22. آب انبار خانکوک
23. آب‌انبار خوشاب
24. آب‌انبار جوگی
25. آب‌انبار شور
26. آب انبار عطایی
27. آب‌انبار شاه میرزا
28. آب‌انبار استاد عبدالله
29. آب‌انبار سادات
30. بقایای ارگ تون
31. بقایای معماری سرخ کوه
32. پایاب تاریخی تون
33. پناهگاه حیات وحش رباط شور
34. تپه باستانی سرتخت
35. تپه چنجه
36. حمام بیدسگان
37. حمام کوشک
38. حمام خیروز
39. حمام جهانیار
40. حمام سردشت
41. حوض انبارسیدی
42. حوض انبار خوجه
43. حوض انبار سرخ کوه
44. خانه افراشته
45. خانه آزاد
46. خانه رسایی
47. خانه مقدم
48. خانه راهی
49. خانه بدیعی
50. خانه مجد الاشراف
51. خانه صدرالسادات (۱)
52. خانه صدرالسادات (۲)
53. خانه طبسی
54. خانه کباری
55. خانه معزی
56. خانه سهرابی
57. خانه میرزا رشید عطایی
58. سنگ سوراخ
59. مدرسه علمیه علیا
60. مدرسه علمیه حبیبیه
61. منطقه حفاظت‌شده مظفری
62. مسجد سیدی
63. مسجد مهوید
64. مسجد حاج عبدالله
65. مسجد جامع فتح‌آباد
66. مسجد جامع تون
67. مسجد، آب‌انبار و حمام کوشک
68. محوطه تاریخی گوند
69. محوطه تاریخی چاه پخو
70. کوه قلعه فردوس
71. کاربات سنگی خوشاب
72. کاروانسرای خوشاب
73. کوشک حاجی‌آباد
74. کاروانسرای رباط شور
75. کویر پلوند
76. گورستان خاموشی
77. قلعه دختر
78. قلعه خانیک شاه
79. قلعه بیدسکان
80. قنات بلده
81. روستای تاریخی خانیک (خانیک شاه)
82. شهر باغستان
83. روستای ییلاقی بیدسکان
84. روستای تاریخی برون

## ویژگی‌های اقلیمی
این شهرستان با توجه به موقعیت جغرافیایی و عدم وجود توده‌های مرطوب و کوهستان‌های مناسب و به علت مجاورت با دو کویر مرکزی و نمک دارای آب و هوای صحرایی، خشک و کم‌باران می‌باشد. میانگین میزان بارندگی این شهرستان در حدود ۱۵۵ میلی‌متر در سال است.
این شهرستان به لحاظ وسعت زیادش از نظر آب و هوایی دارای دو منطقه متفاوت است:
-مناطق کوهپایه‌های شمالی که معمولاً دارای زمستان‌های بسیار سرد و تابستان‌های معتدل می‌باشد که شهرهای فردوس و اسلامیه تقریباً در این ناحیه قرار دارند و علت وجود این آب و هوا عمدتاً کوهستانی و مرتفع بودن آن است.
-قسمت جنوب و جنوب غربی که دارای تابستان‌های فوق‌العاده گرم و خشک می‌باشد.

## ناهمواری‌ها
بلندترین ارتفاعات شهرستان فردوس از شمال تا شمال شرق آن و در راستای شمال غربی به جنوب شرقی امتداد یافته‌اند. بلندترین قلهٔ این رشته‌کوه، سیاه‌کوه با ارتفاع ۲٬۸۱۳ متر است.
دشت فردوس، در پایین‌دست این ارتفاعات قرار دارد که شهر فردوس در آن واقع شده است. وسعت حوضه آبریز دشت فردوس ۱٬۳۶۰ کیلومتر مربع است که ۵۰۰ کیلومتر مربع آن را دشت و بقیه را ناهمواری‌ها تشکیل می‌دهند. بلندترین نقطهٔ آن، قله سیاه‌کوه و پایین‌ترین نقطهٔ خروجی دشت ۱٬۱۰۰ متر بلندتر از سطح دریا است.
همچنین در جنوب غربی شهر فردوس، رشته کوه کم‌ارتفاعی وجود دارد که در نهایت به کوه‌های بیرجند می‌پیوندد که دو قله آن به نام‌های کوه قلعه و قلعه دختر آثار تاریخی دوران اسماعیلیه را در خود جای داده‌اند.

## پوشش گیاهی
با توجه به میزان بارش کم، درجه حرارت بالا، جنس خاک و سایر شرایط طبیعی و جغرافیایی در شهرستان فردوس، پوشش گیاهی از نوع استپی است که بر حسب میزان رطوبت تغییر می‌کند و این پوشش در قسمت‌های شمالی و مرتفع انبوه بوده و تبدیل به مراتع می‌شود.
مهم‌ترین گیاهان استپی شهرستان عبارت‌اند از: خارشتر، گون، گز، قیچ، تاغ، تریخ، اسپند و شورکده که اغلب از نوع گیاهان سازگار به شوری هستند.
ویژگی عمدهٔ تمامی این ناحیه تُنُک‌بودن پوشش گیاهی آن است که به ندرت بیش از یک سوم خاک را می‌پوشاند. در بین گیاهانی که به‌طور طبیعی رشد می‌کنند، گیاهانی که مصرف دارویی دارند در منطقه یافت می‌شوند که بعضی از این گیاهان عبارتند از ختمی، بادیان، ترنجبین، زرشک، زیره، خارخشت، شوید، کلپوره، کاسنی و بارهنگ.
۲۳۰ هزار هکتار از مساحت شهرستان فردوس را مراتع پرتراکم، متوسط و کم‌تراکم تشکیل داده و ۱۳۰ هزار هکتار از وسعت آن را بیابان و کویر در بر می‌گیرد.

## راه‌ها

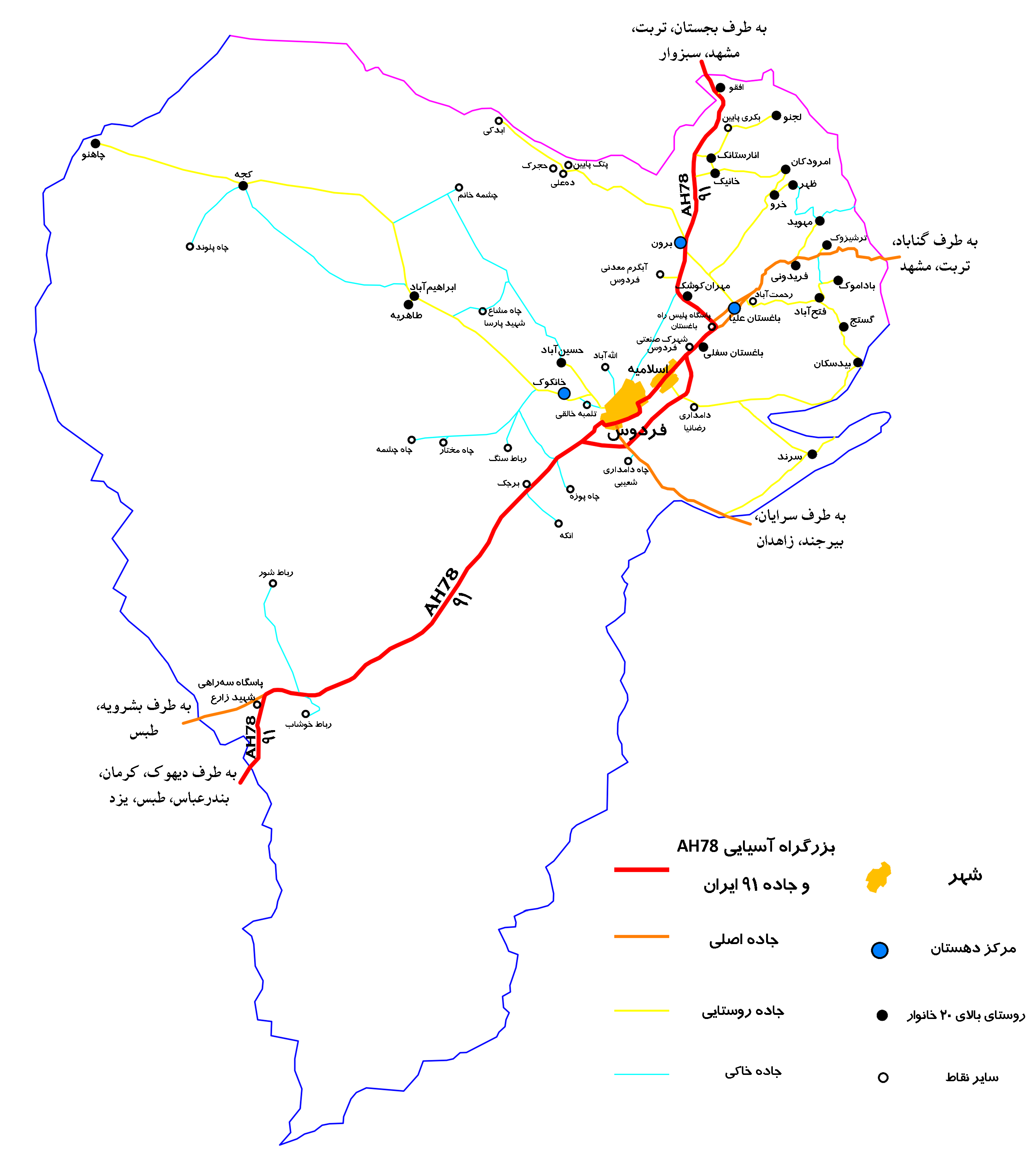
راه‌های شهرستان فردوس

محور اصلی ارتباطی مشهد به استان‌های جنوبی ایران (به‌جز سیستان و بلوچستان) از فردوس عبور می‌کند. مسیر اصلی ارتباطی استان‌های یزد، اصفهان، فارس و بوشهر به مشهد، از طریق جاده ۶۸ تا دیهوک و سپس ادامه مسیر به سمت فردوس و سپس مشهد از طریق جاده ۹۱ می‌باشد. همچنین محور اصلی ارتباطی استان‌های کرمان و هرمزگان، از طریق جاده ۹۱ بوده که از فردوس عبور می‌کند. جاده بجستان - فردوس - دیهوک، بخشی از بزرگراه ۷۸ آسیا بوده که ارتباط دهندهٔ ترکمنستان و کشورهای آسیای میانه با بندرعباس می‌باشد.
شهرستان فردوس، در مجموع دارای ۴۱۵ کیلومتر جادهٔ آسفالته بوده که ۳۸ کیلومتر آن بزرگراه است. همچنین ۹۷درصد روستاهای با بیش از ۲۰ خانوار جمعیت در این شهرستان از راه آسفالته برخوردارند که بیشترین میزان در استان خراسان جنوبی است.

## وضعیت کشاورزی
شهرستان فردوس دارای ۲۰۰ حلقه چاه کشاورزی، ۲۳۰ رشته قنات و ۵۲ دهنه چشمه است که بیش از ۹۰ درصد آب برداشتی از منابع زیرزمینی این شهرستان در بخش کشاورزی مورد استفاده قرار می‌گیرد.
با توجه به میزان بارندگی کم در این شهرستان، عمدهٔ زمین‌های کشاورزی به صورت آبی می‌باشند. کل سطح زیر کشت این شهرستان در حدود ۲۷٬۰۰۰ هکتار است. از این میان، نزدیک به ۸٬۰۰۰ هکتار، به صورت دیم بوده و بقیه آبی هستند.
مهم‌ترین محصول زراعی این شهرستان، زعفران و مهم‌ترین محصولات باغی آن، انار و پسته هستند. همچنین شهرستان فردوس یکی از مهم‌ترین مناطق قالی‌بافی استان خراسان جنوبی است.

### انار
شهرستان فردوس، یکی از تولیدکنندگان اصلی انار در ایران است. میزان تولید سالانهٔ انار در این شهرستان، حدود ۳۰ هزار تن است که حدود ۴۰ درصد از تولیدات باغی استان خراسان جنوبی را تشکیل می‌دهد.
این مقدار انار از ۲٬۰۴۵ هکتار سطح زیر کشت بدست می‌آید.
۸۰ درصد انار تولیدی شهرستان فردوس به کشورهای حاشیه خلیج فارس، کره جنوبی و دیگر کشورها صادر می‌شود.
از نظر میزان تولید انار، شهرستان فردوس پس از شهرستان‌های ساوه و نی‌ریز، سومین شهرستان تولیدکنندهٔ انار در ایران است.
با توجه به تولید زیاد انار در این شهرستان، صنایع مرتبط با انار هم در این شهرستان ایجاد شده‌اند که از آن جمله می‌توان کارخانه تولید کنسانتره انار، شرکت انارین، سردخانه ۵ هزار تنی انار، دو شرکت بسته‌بندی و سورتینگ برای صادرات و انسکتاریوم تولید زنبور تریکوگراما برای مبارزه با آفت کرم گلوگاه انار اشاره کرد.
انواع مختلف انار فردوس شامل شیشه کَپ، شهوار، ملس، شلغمی، پوست سیاه، شیرین، یزدی و باغی است که معروف‌ترین و با کیفیت‌ترین آنها، انار شیشه کپ است. انار شیشه‌کَپ فردوس، علاوه بر طعم دلچسب و لذیذ، خاصیت ماندگاری و انبارداری بسیار خوبی دارد که این ویژگی سبب شده است که انار فردوس بدون اینکه فاسد شود به دورترین نقاط جهان حمل شود و باغداران فردوس و روستاهای اطراف، انار مورد نیاز خود را بدون استفاده از سردخانه و به صورتی سنتی تا مدت چهار ماه به بهترین نحو نگهداری کنند.

### زعفران
شهرستان فردوس، یکی از قطب‌های تولید زعفران در ایران است. میزان تولید زعفران خشک این شهرستان در سال ۱۳۸۴، ۱۱ تن بوده است. سطح زیر کشت زعفران در شهرستان فردوس، ۳٬۲۰۰ هکتار است. محصول زعفران فردوس در مؤسسه تحقیقاتی خراسان، به عنوان مرغوب‌ترین زعفران از نظر عطر و رنگ‌دهی شناخته شده است.

### پسته
تولید پسته در شهرستان فردوس در سال ۱۳۸۸ از ۳۱۰۰ هکتار سطح زیر کشت این محصول، حدود ۳۰۰۰ تن بوده است. در شهرستان فردوس، انواع مختلفی از پسته مانند کله قوچی، احمد آقایی، محلی و فندقی تولید می‌شوند.

### محصولات گلخانه‌ای
این شهرستان با داشتن ۴۰ واحد گلخانه‌ای فعال به مساحت ۱۶۰ هزار متر مربع، رتبهٔ اول سطح زیرکشت گلخانه‌ای را در استان خراسان جنوبی دارد. از این سطح زیر کشت، سالانه ۲ هزار تن خیار تولید می‌شود.

### محصولات دامی
شهرستان فردوس، با داشتن ۲۳۰ هزار رأس دام سبک، ۹ هزار رأس دام سنگین و ۳۶۰ هزار واحد دامی، سالانه ۲۲ هزار تن شیر و ۳٬۵۰۰ تن گوشت قرمز تولید می‌کند.